# Беероф
Беероф, евр. Беерот (др.-евр. נאדות‬; буквально «колодцы»; «источники»), — ветхозаветный город; один из четырёх евейских (ханаанских) городов, заключивших союз с Иисусом Навином (Нав. 9:17); отошёл к Веньяминову колену после завоевания Палестины (Бероф; Нав. 18:25). Был расположен у подножия холма, на котором был воздвигнут Гаваон, в нескольких милях к северо-востоку от Иерусалима.

## Упоминания в Библии

### Ветхий Завет
Житель города именовался беерофянин («Реммон Беерофянин», 2Цар. 4:2—9), беротянин («Нахарай Беротянин», 2Цар. 23:37) или берофянин («Нахарай Берофянин», 1Пар. 11:39).
Согласно Книге Самуила (2Цар. 4:3), жители Беерофа, преследуемые вениамитянами, бежали в Гиффаим (евр. Гитаим), откуда уже больше не возвращались.
Среди возвратившихся из вавилонского изгнания на родину вместе с Зоровавелем (евр. Зерубабель) и Навином (евр. Иошуа) упоминаются несколько человек из Беерофа (Езд. 2:25; Неем. 7:29).
Точно так же называлось место (Чис. 33:31, 32), бывшее станом израильтян во время их путешествия по пустыне (Беероф-Бене-Яакан; Втор. 10:6), называемое также Бене-Яакан.

### Предание Нового Завета
Так как это место первого привала по дороге от Иерусалима к Наблусу, то весьма вероятно предание, по которому Беероф — именно то место, где Мария заметила, что отрока Иисуса нет в караване (Лук. 2:44).

## Современность
Эту местность в начале XX века отождествляли с Эл-Бирех (Еl-Bire); благодаря её близости к колодцам Ain el-Bire, она являлась лучшим местом отдыха по дороге из Иерусалима в Наблус (Сихем), находясь в 3 часах пути от первого. Там находились развалины одной христианской церкви со стрельчатым сводом. В эпоху крестовых походов Беероф был укреплён и носил название Castrum Mahomeriae.